# Juninho (calciatore 2001)
Juninho, pseudonimo di Alexandre de Almeida Silva Júnior (Volta Redonda, 23 gennaio 2001), è un calciatore brasiliano, centrocampista del Criciúma.

## Caratteristiche tecniche
Mezzala dotata di una buona tecnica di base, può agire anche da centrocampista centrale in una linea a 4.

## Carriera
Cresciuto nel settore giovanile del Vasco da Gama, esordisce in prima squadra il 6 febbraio in occasione dell'incontro di Coppa Libertadores vinto 1-0 contro l'Oriente Petrolero. Il 25 agosto rinnova il proprio contratto con il club carioca fino al 2023 e cinque giorni più tardi debutta nel Brasileirão giocando il match perso 2-1 contro il Fluminense.

## Statistiche
Statistiche aggiornate al 22 novembre 2020.

### Presenze e reti nei club
| Stagione        | Squadra         | Campionato      | Campionato | Campionato | Coppe nazionali | Coppe nazionali | Coppe nazionali | Coppe continentali | Coppe continentali | Coppe continentali | Altre coppe | Altre coppe | Altre coppe | Totale | Totale | Totale |
| Stagione        | Squadra         | Comp            | Pres       | Reti       | Comp            | Pres            | Reti            | Comp               | Pres               | Reti               | Comp        | Pres        | Reti        | Pres   | Reti   |        |
| --------------- | --------------- | --------------- | ---------- | ---------- | --------------- | --------------- | --------------- | ------------------ | ------------------ | ------------------ | ----------- | ----------- | ----------- | ------ | ------ | ------ |
| 2020            | Vasco da Gama   | A/RJ+A          | 7+17       | 0          | CB              | 3               | 0               | CL                 | 2                  | 0                  |             | -           | -           | 29     | 0      |        |
| 2021            | Vasco da Gama   | A/RJ+B          | 10+14      | 0          | CB              | 2               | 0               |                    | -                  | -                  |             | -           | -           | 26     | 0      |        |
| 2022            | Vasco da Gama   | A/RJ+B          | 12+13      | 1+0        | CB              | 2               | 0               |                    | -                  | -                  |             | -           | -           | 27     | 1      |        |
| 2023            | Vasco da Gama   | A/RJ            | 2+0        | 0          | CB              | 0               | 0               |                    | -                  | -                  |             | -           | -           | 2      | 0      |        |
| 2023            | Orlando City B  | MNP             | 8          | 0          |                 | -               | -               |                    | -                  | -                  |             | -           | -           | 8      | 0      |        |
| Totale carriera | Totale carriera | Totale carriera | 83         | 1          |                 | 7               | 0               |                    | 2                  | 0                  |             | -           | -           | 92     | 1      |        |